# Pera-Museum

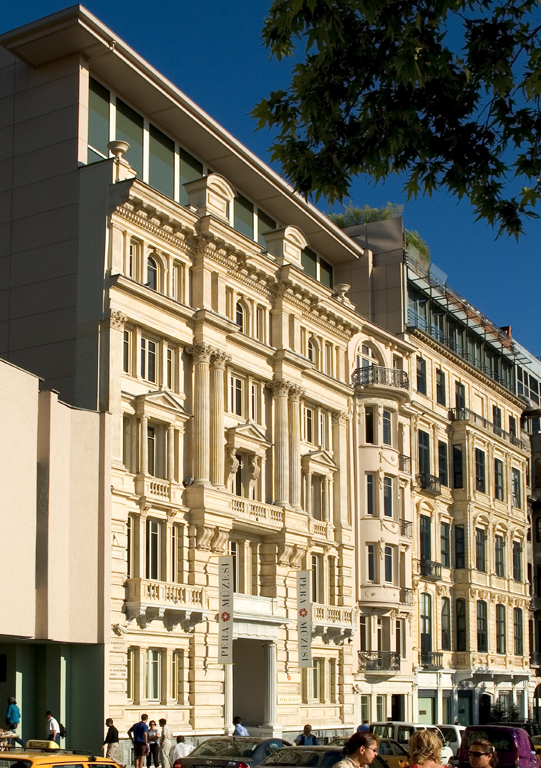
Außenansicht des Museums

Das Pera-Museum (Pera Müzesi) ist ein Kunstmuseum im Istanbuler Bezirk Tepebaşı von Beyoğlu, dem alten Pera. Es wurde 2005 von der Stiftung Suna und İnan Kıraç gegründet (Suna Kıraç ist die Tochter des türkischen Industriellen Vehbi Koç). Die Sammlung befindet sich im ehemaligen Bristol Hotel, das 1893 vom Architekten Achille Manoussos entworfen wurde.

## Die Sammlung und Dauer-Ausstellungen
Das Museum zeigt drei ständige Ausstellungen: die Sammlung anatolischer Maße und Gewichte; Kütahya-Kacheln und -Keramiken sowie orientalistische Kunst. Die orientalistische Sammlung umfasst mehr als dreihundert Gemälde, darunter Arbeiten europäischer Künstler aus dem 17. bis zum frühen 19. Jahrhundert, die von der osmanischen Welt inspiriert wurden.

## Geplanter Erweiterungsbau
Die Suna-und-İnan-Kıraç-Stiftung beauftragte den Architekten Frank Gehry, einen neuen Kulturkomplex auf dem Gelände des TRT-Hauptquartiers in Tepebaşı zu errichten Der geplante Komplex soll Suna Kıraç Kulturzentrum heißen (Suna Kıraç Kültür Merkezi)..

## Beispiele aus der Sammlung
Werke aus der osmanischen Periode:

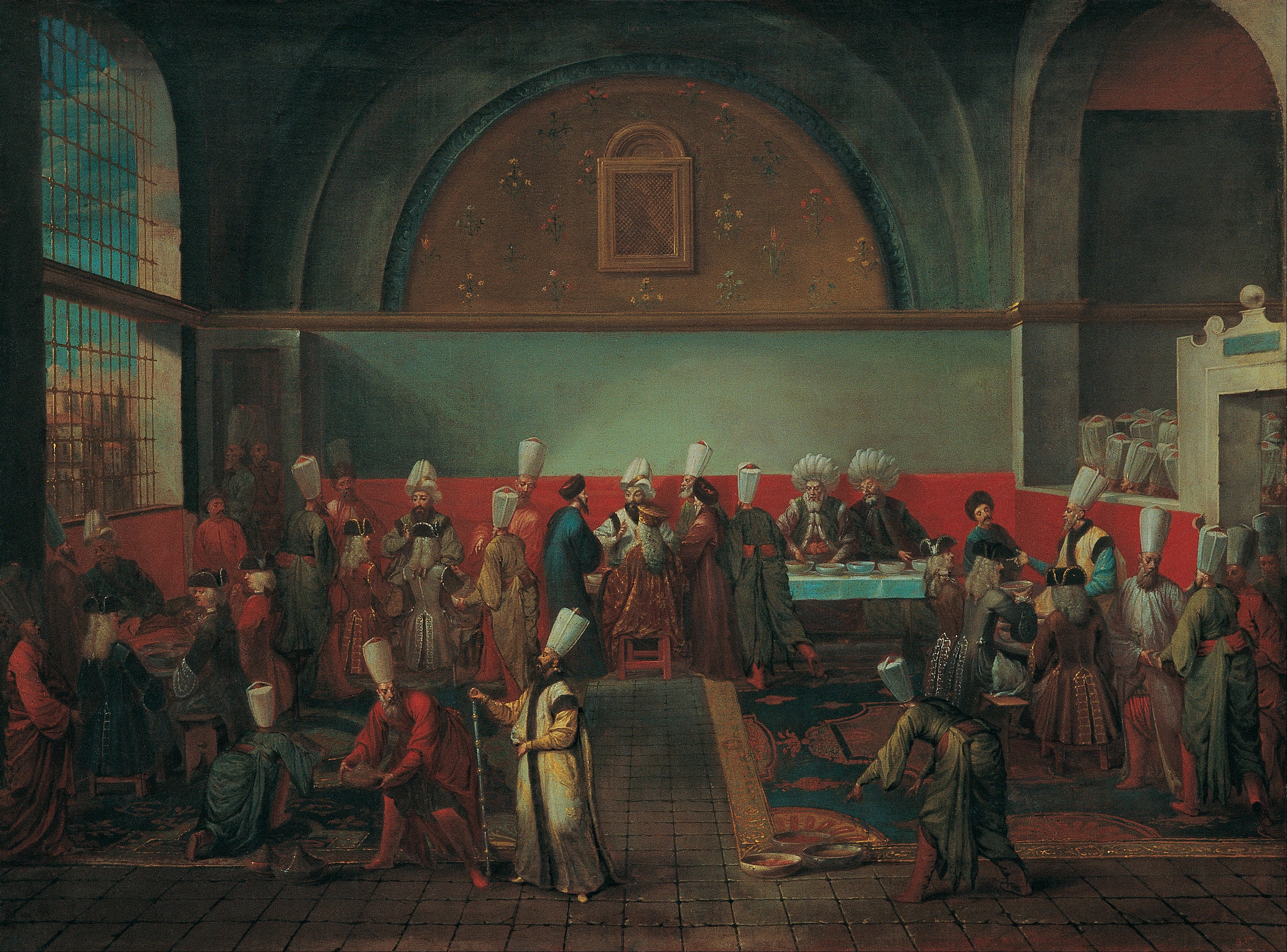
Jean Baptiste Vanmour
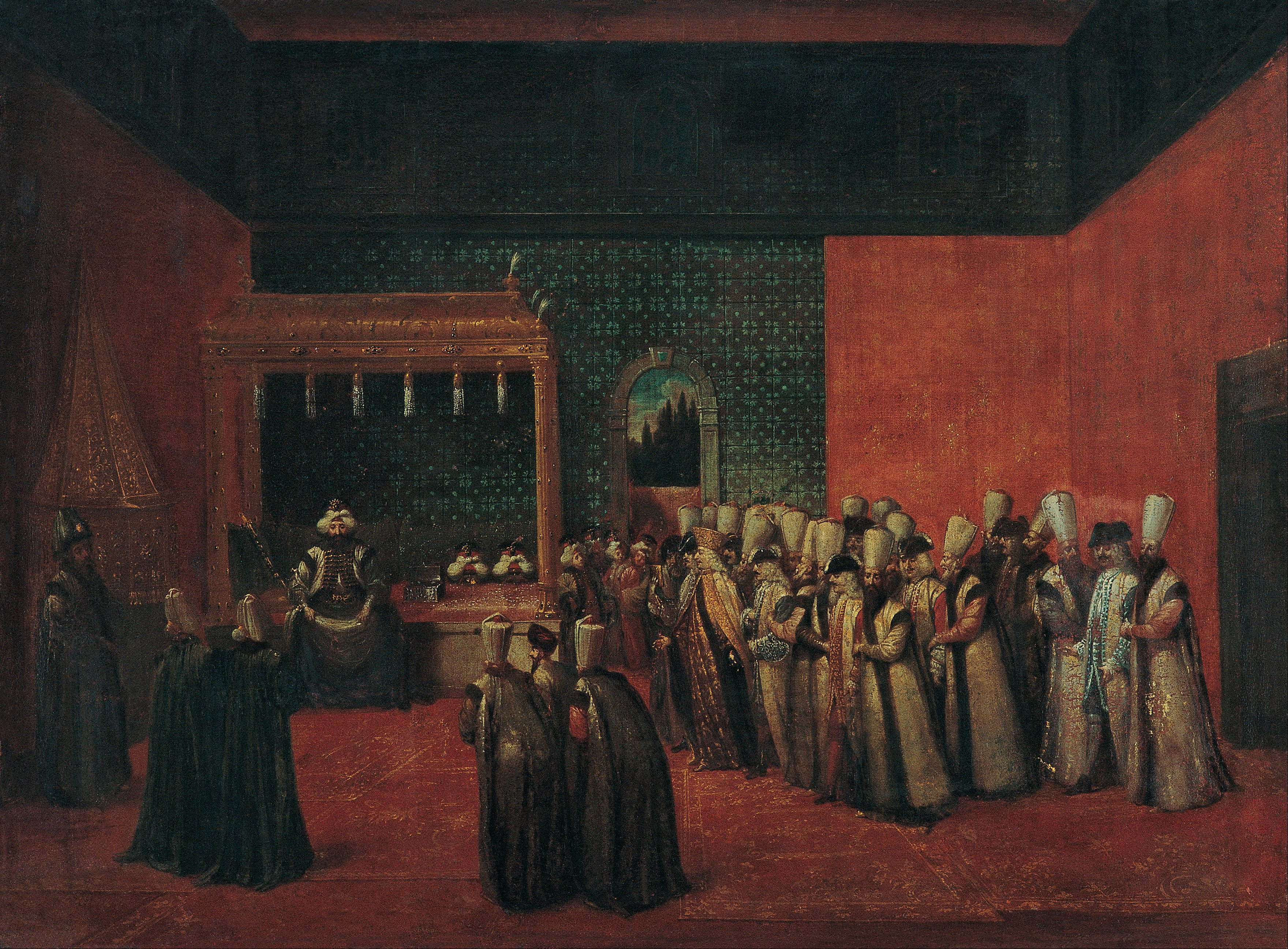
Jean Baptiste Vanmour
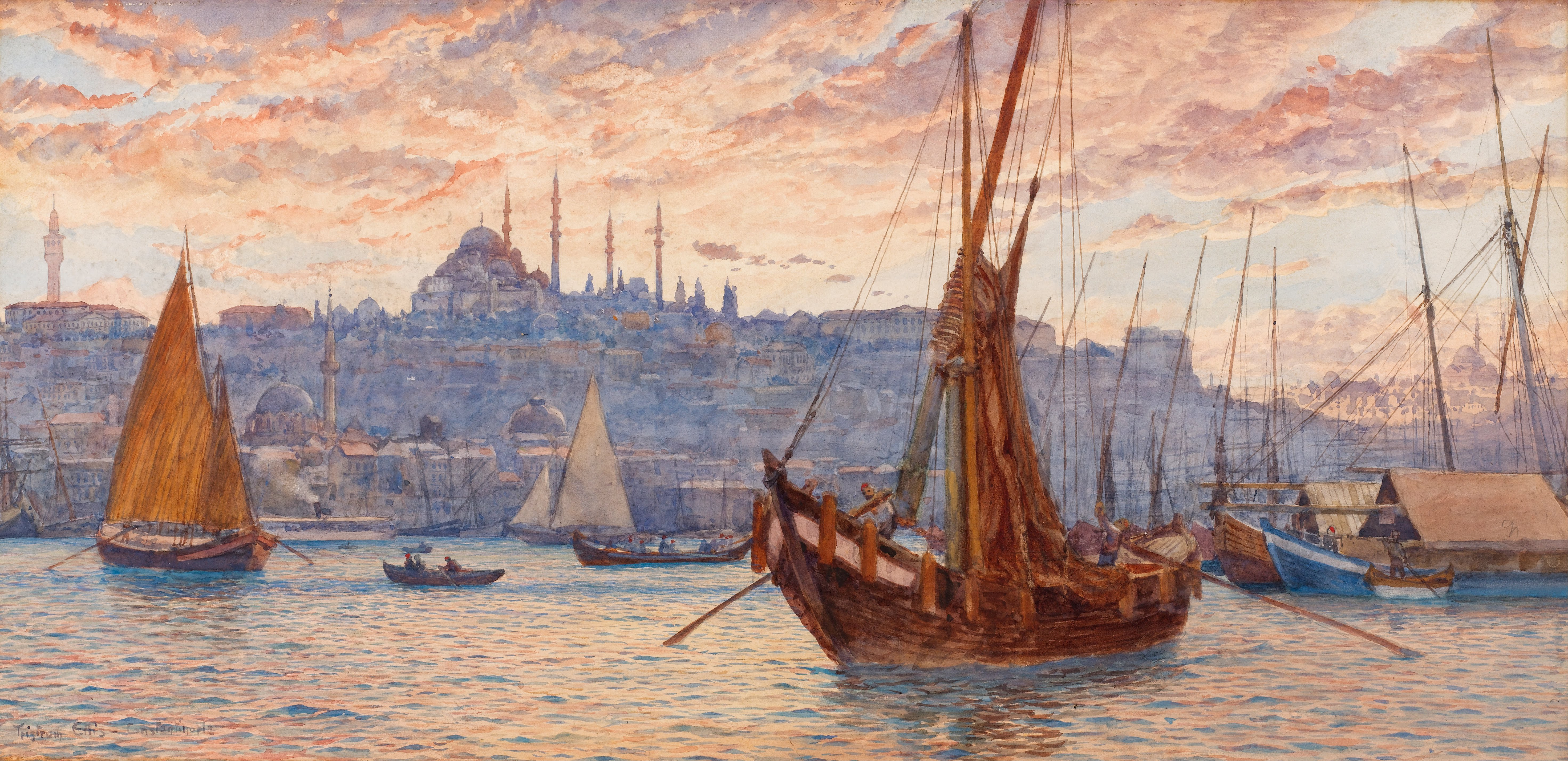
Tristam Ellis
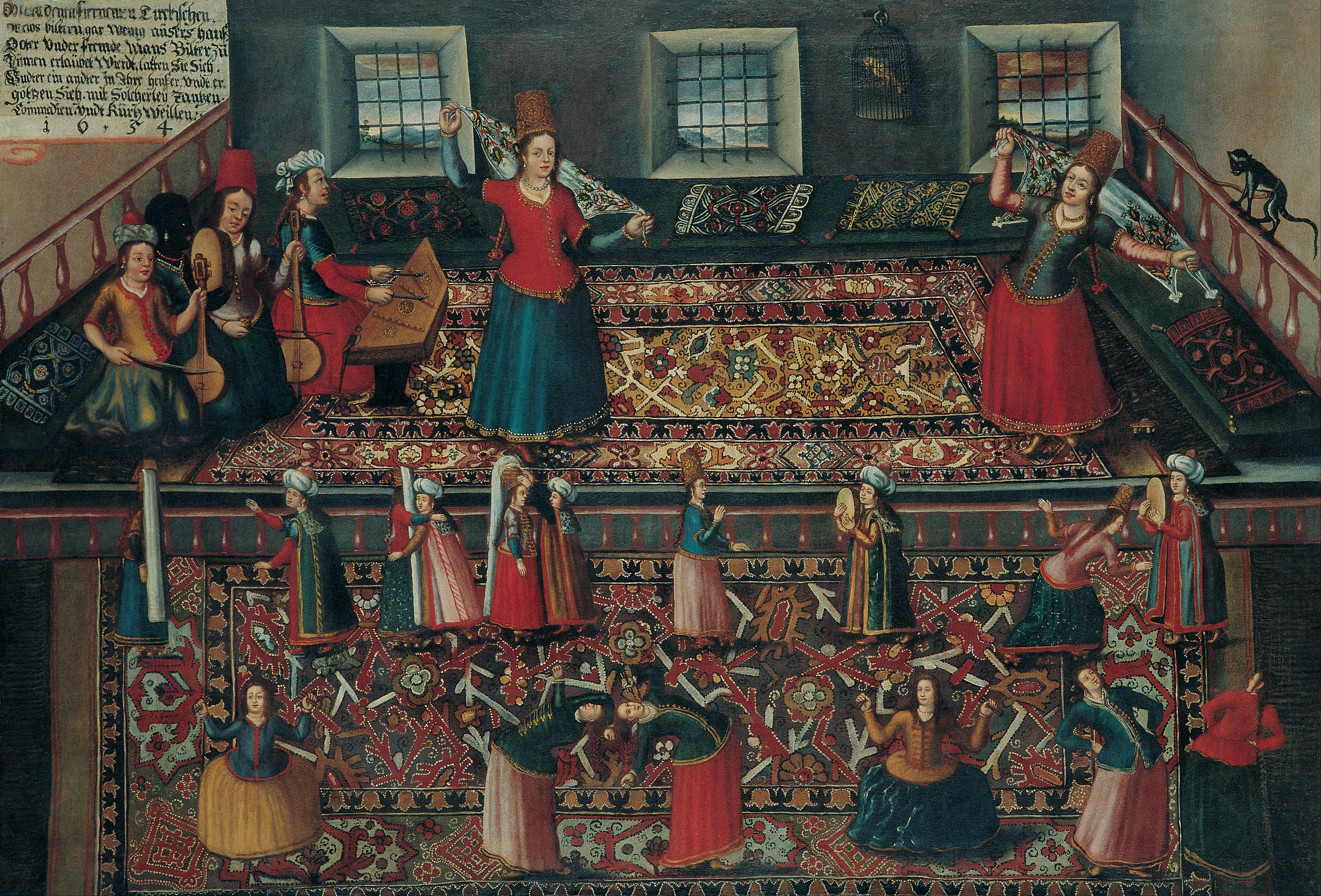
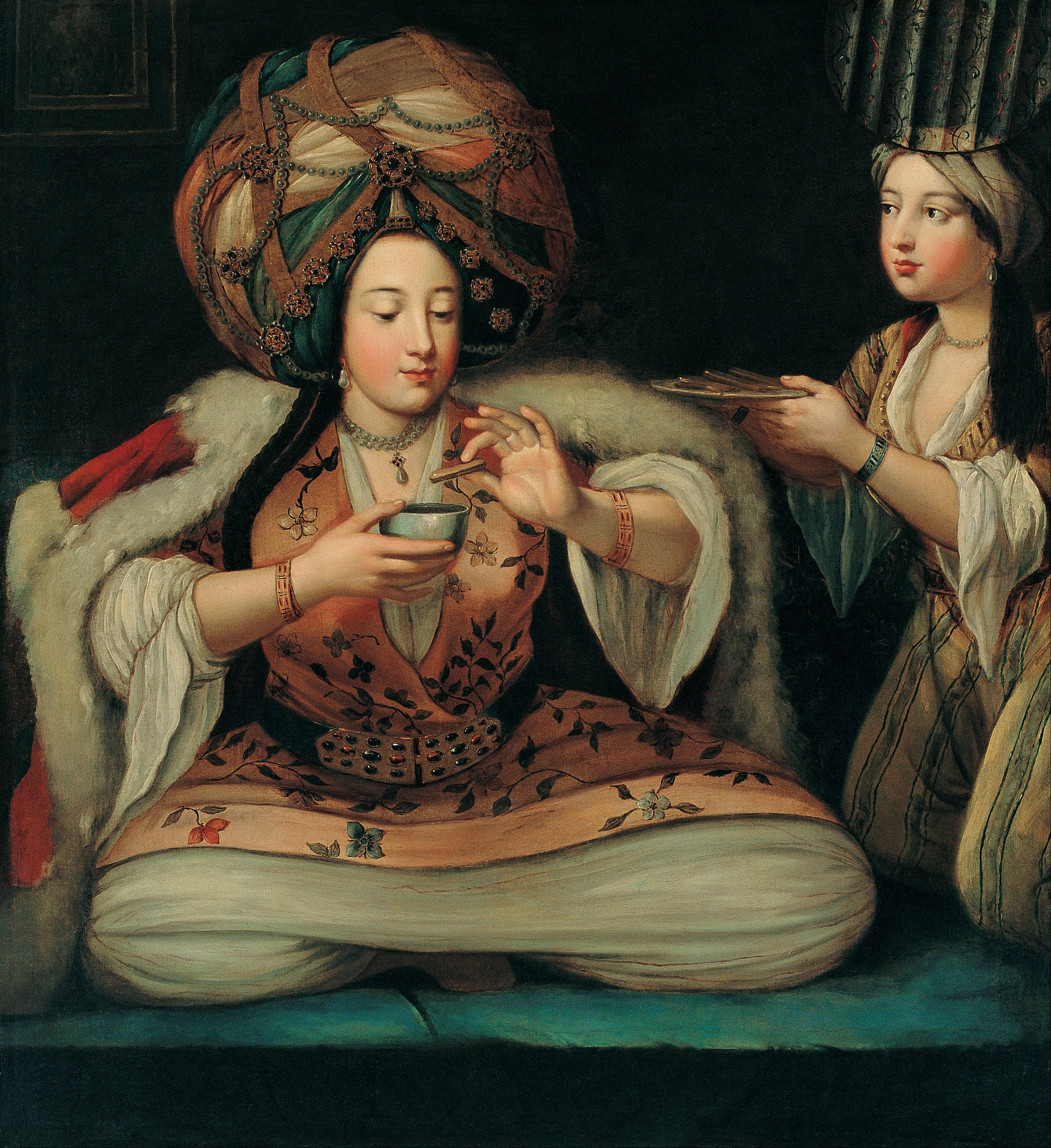
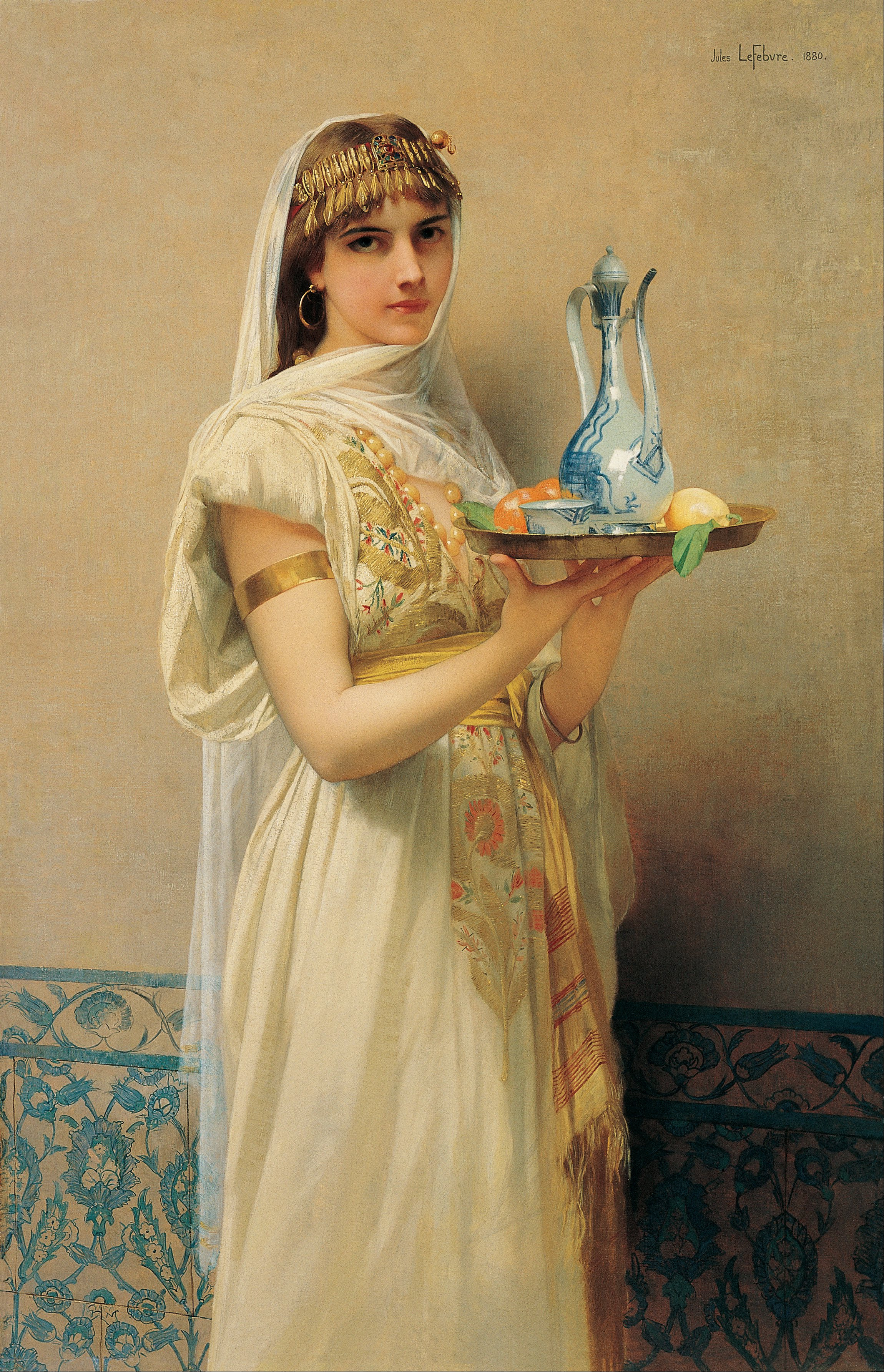
Jules-Joseph Lefebvre
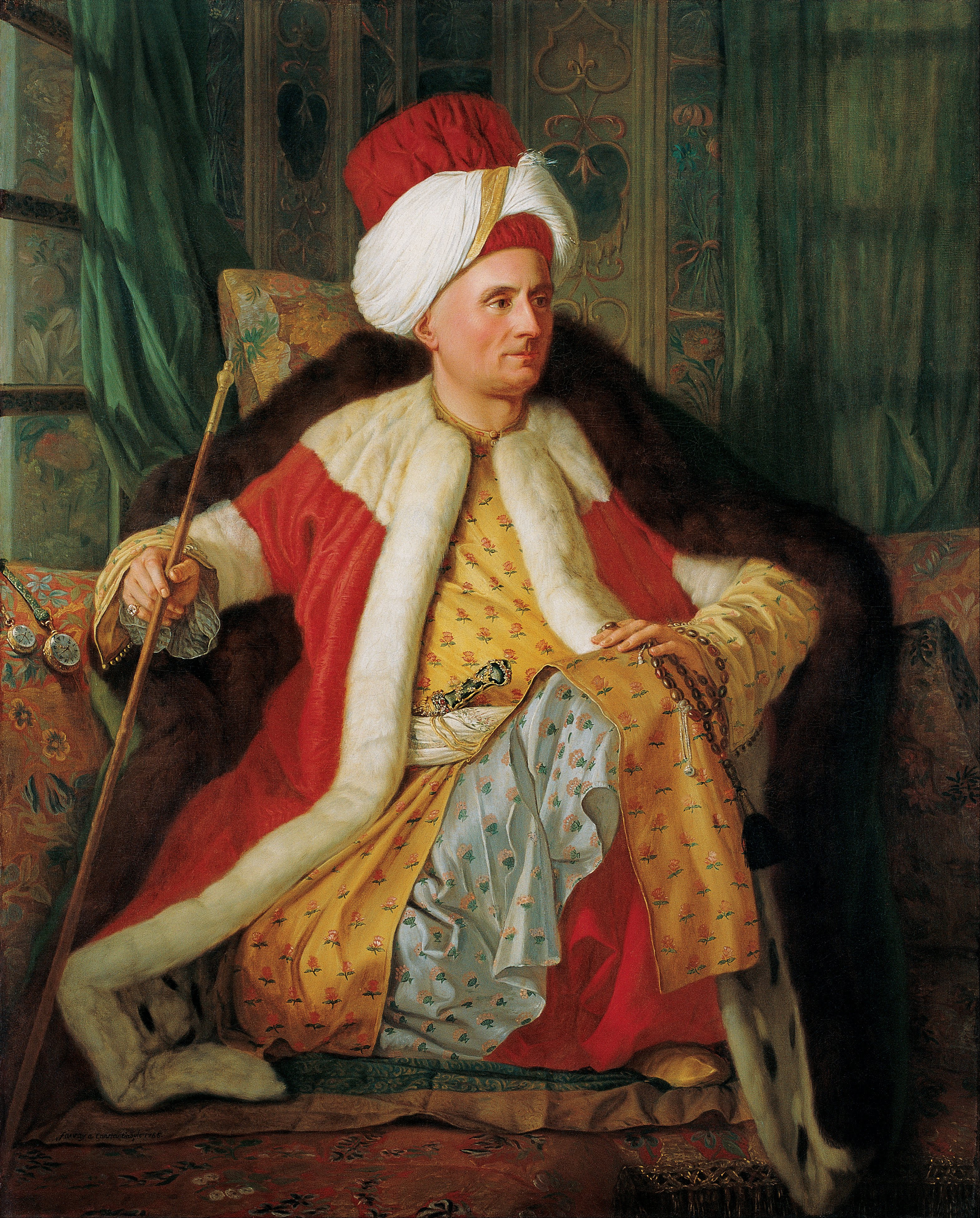
Antoine de Favray
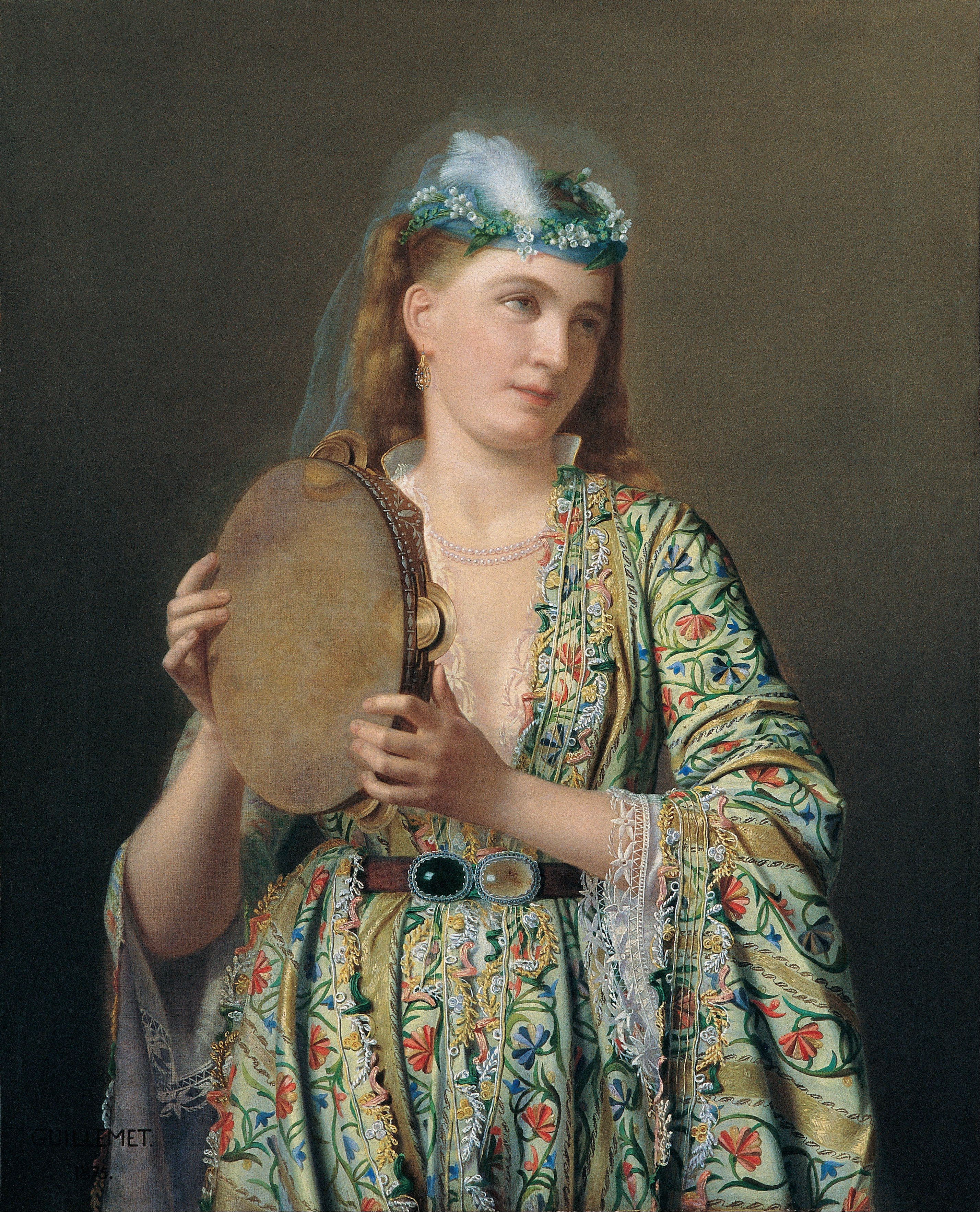
Pierre-Désiré Guillemet
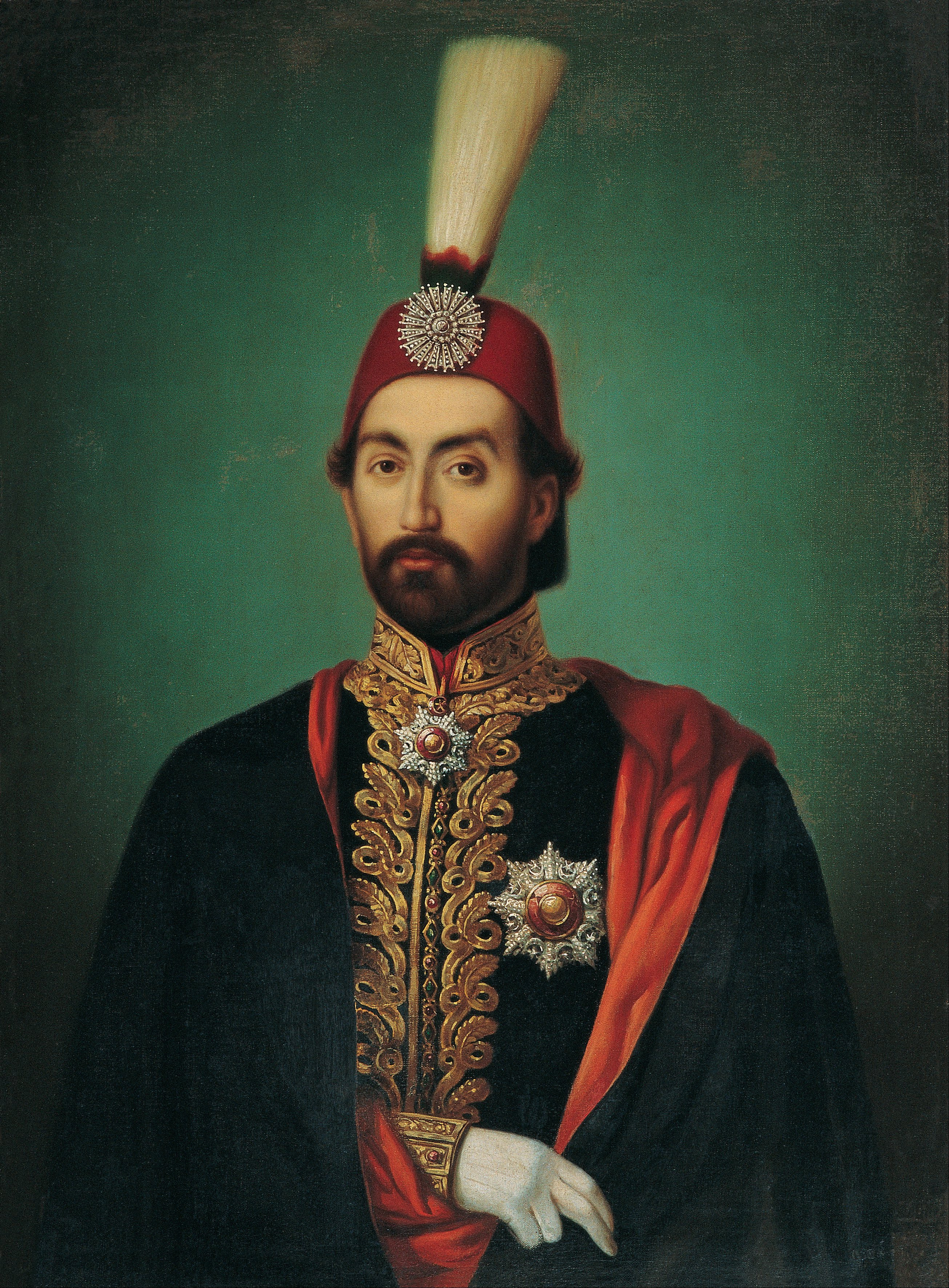
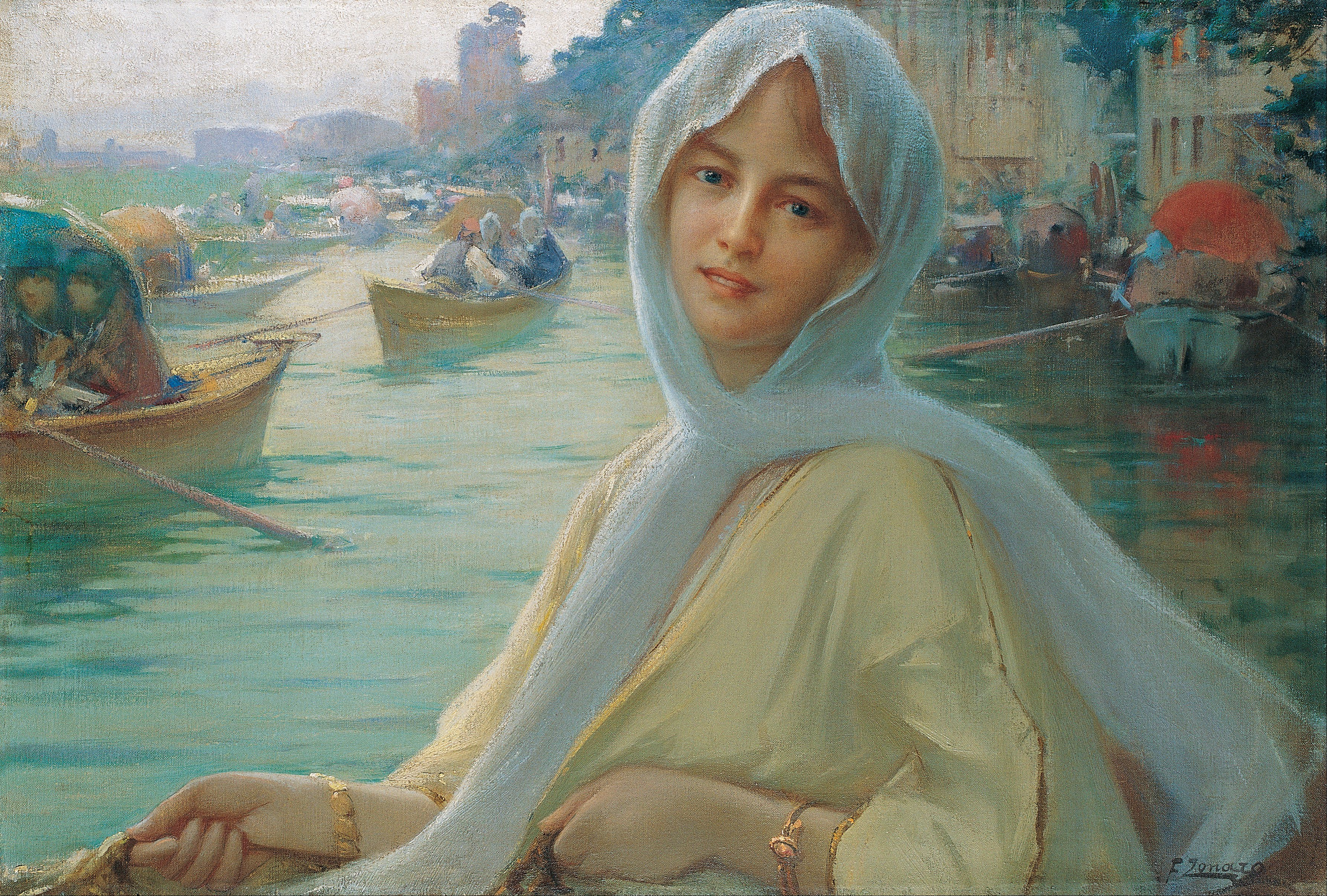
Fausto Zonaro
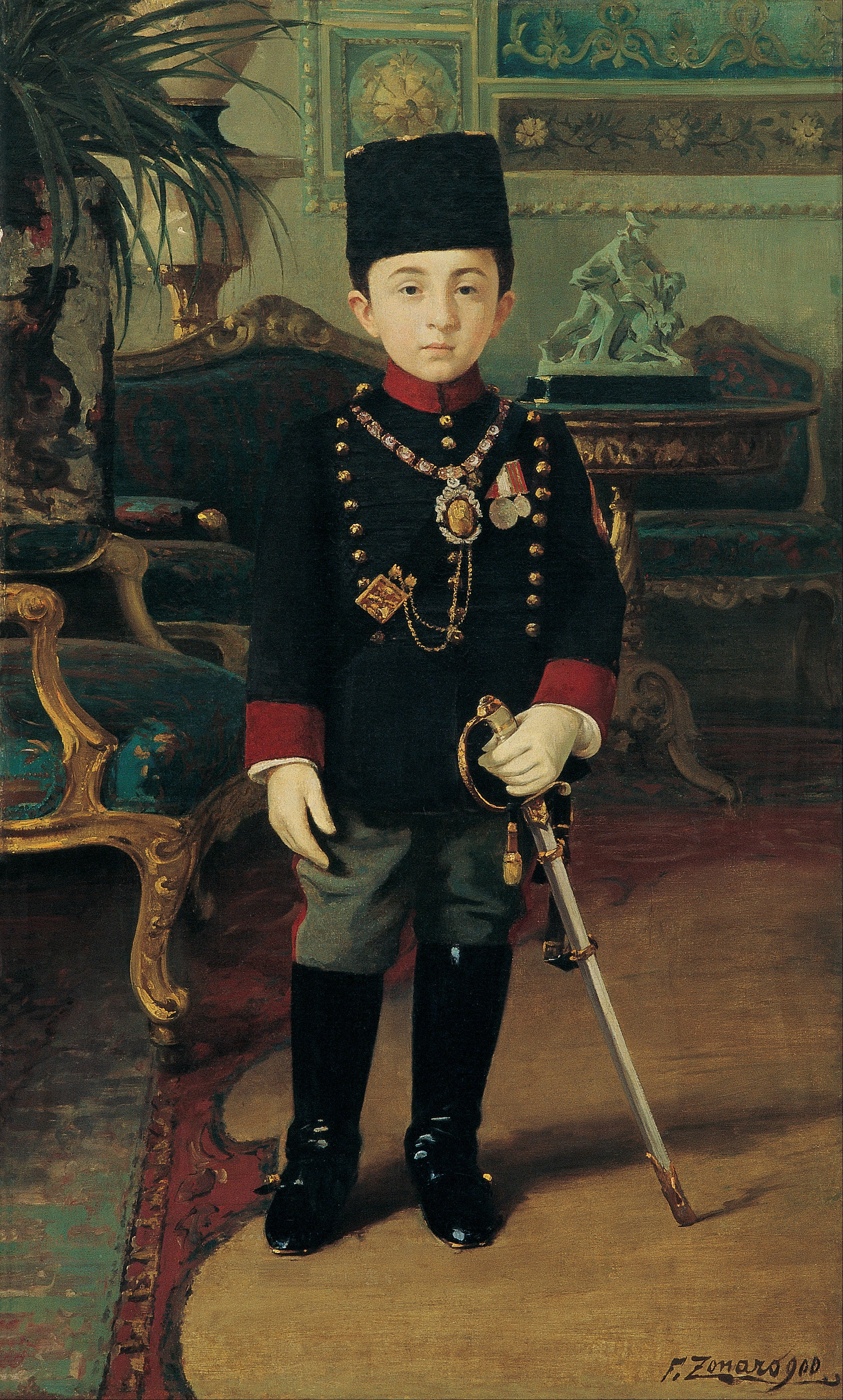
Fausto Zonaro
Osman Hamdi Bey: Der Schildkrötenerzieher